# Olympische Jugend-Winterspiele 2024/Teilnehmer (Chinese Taipei)
| Gelbes Symbol für Goldmedaillen mit stilisierten Olympischen Ringen | Graues Symbol für Silbermedaillen mit stilisierten Olympischen Ringen | Braundes Symbol für Bronzemedaillen mit stilisierten Olympischen Ringen |
| ------------------------------------------------------------------- | --------------------------------------------------------------------- | ----------------------------------------------------------------------- |
| —                                                                   | —                                                                     | —                                                                       |

Die Republik China (Taiwan) nahm unter dem Namen Chinesisch Taipeh an den Olympischen Jugend-Winterspielen 2024 in der südkoreanischen Provinz Gangwon mit 19 Athleten (16 Männer, 3 Frauen) teil.

## Teilnehmer nach Sportart

### Eishockey
| Wettbewerb             | 3×3 Männer |
| ---------------------- | --- |
| Athleten               | Chan Sun-Yu Chen Chun-Lin Chen Cuhn-Yu Chen Lilong Chen Shou-Yi Chen Ting-Shiu Chi Kai-Yuan Chiu Hsien-Cheng Peng Li-Hung Wang Kuan-Yao Wu Kai-Zhen Wu Yu-Chen Yang Ting-Chia |
| Vorrunde               | Dänemark (2:11) Polen (8:10) Österreich (1:18) Lettland (2:28) Kasachstan (2:14) Großbritannien (3:10) Spanien (5:4)                                                          |
| Halbfinale             | ausgeschieden |
| Finale/Spiel um Bronze | ausgeschieden |
| Rang                   | 7 |

### Eiskunstlauf
| Athleten     | Wettbewerb | Kurzprogramm/-tanz | Kurzprogramm/-tanz | Kür/Kürtanz | Kür/Kürtanz | Gesamt | Gesamt |
| Athleten     | Wettbewerb | Punkte             | Rang               | Punkte      | Rang        | Punkte | Rang   |
| ------------ | ---------- | ------------------ | ------------------ | ----------- | ----------- | ------ | ------ |
| Frauen       |            |                    |                    |             |             |        |        |
| Tsai Yu-Feng | Einzel     | 56,46              | 9                  | 100,18      | 11          | 156,64 | 10     |

### Rennrodeln
| Athleten       | Wettbewerb | Lauf 1   | Lauf 1 | Lauf 2   | Lauf 2 | Gesamt       | Gesamt |
| Athleten       | Wettbewerb | Zeit     | Rang   | Zeit     | Rang   | Zeit         | Rang   |
| -------------- | ---------- | -------- | ------ | -------- | ------ | ------------ | ------ |
| Frauen         |            |          |        |          |        |              |        |
| Tai Wei Chen   | Einsitzer  | 50,674 s | 25     | 49,855 s | 18     | 1:40,529 min | 23     |
| Männer         |            |          |        |          |        |              |        |
| Tsai Meng Hsin | Einsitzer  | DNS      | DNS    | DNS      | DNS    | DNS          | DNS    |

### Skilanglauf
| Athleten       | Wettbewerbe      | Zeit        | Rang |
| -------------- | ---------------- | ----------- | ---- |
| Frauen         |                  |             |      |
| Tsai Chiao-Wei | 7,5 km klassisch | 46:43,5 min | 76   |
| Männer         |                  |             |      |
| Lee Chieh-Han  | 7,5 km klassisch | 25:47,6 min | 68   |
| Liu Hao-En     | 7,5 km klassisch | 28:44,1 min | 76   |

| Athleten       | Wettbewerbe     | Qualifikation | Qualifikation | Viertelfinale | Viertelfinale | Halbfinale    | Halbfinale    | Finale        | Finale        | Rang |
| Athleten       | Wettbewerbe     | Zeit          | Rang          | Zeit          | Rang          | Zeit          | Rang          | Zeit          | Rang          | Rang |
| -------------- | --------------- | ------------- | ------------- | ------------- | ------------- | ------------- | ------------- | ------------- | ------------- | ---- |
| Frauen         |                 |               |               |               |               |               |               |               |               |      |
| Tsai Chiao-Wei | Sprint Freistil | 6:00,57 min   | 79            | ausgeschieden | ausgeschieden | ausgeschieden | ausgeschieden | ausgeschieden | ausgeschieden | 79   |
| Männer         |                 |               |               |               |               |               |               |               |               |      |
| Lee Chieh-Han  | Sprint Freistil | 3:53,05 min   | 74            | ausgeschieden | ausgeschieden | ausgeschieden | ausgeschieden | ausgeschieden | ausgeschieden | 73   |
| Liu Hao-En     | Sprint Freistil | 4:17,16 min   | 78            | ausgeschieden | ausgeschieden | ausgeschieden | ausgeschieden | ausgeschieden | ausgeschieden | 77   |